# اكورام آيت واسيف (ادوخلف)
اكورام آيت واسيف هو دُوَّار يقع بجماعة إيمي نتليت، إقليم الصويرة، جهة مراكش آسفي في المملكة المغربية. ينتمي الدوّار لمشيخة ادوخلف التي تضم 4 دواوير. يقدر عدد سكانه بـ 1033 نسمة حسب الإحصاء الرسمي للسكان والسكنى لسنة 2004.

## روابط خارجية
- البوابة الوطنية للجماعات الترابية
- المندوبية السامية للتخطيط